# برونو فيتيبالدو
برونو فيتيبالدو (بالإيطالية: Bruno Fitipaldo) مواليد 2 أغسطس 1991 في مونتفيدو، هو لاعب كرة سلة إيطالي. بدأ مسيرته الاحترافية في سنة 2006. يلعب مع غلطة سراي لكرة السلة كلاعب هجوم خلفي. يحمل الرقم 6. يبلغ طوله 6 قدم 0 بوصة (1.8 م).

## المسيرة الاحترافية
لعب مع أوبراس سانيتارياس في الدوري الأرجنتيني من سنة 2014 إلى 2016، ثم لعب مع أورلاندينا باسكيت في الدوري الإيطالي في سنة 2016، ثم لعب مع غلطة سراي لكرة السلة في الدوري التركي في سنة 2016.

## روابط خارجية
- برونو فيتيبالدو على موقع الاتحاد الدولي لكرة السلة (الإنجليزية)
- برونو فيتيبالدو على موقع الدوري الأوروبي لكرة السلة (الإنجليزية)
- برونو فيتيبالدو على موقع الدوري الإسباني لكرة السلة (الإسبانية)
- برونو فيتيبالدو على موقع كرة السلة الأوروبية.كوم (الإنجليزية)
- برونو فيتيبالدو على موقع ريلجم (الإنجليزية)
- برونو فيتيبالدو على موقع بروبوليرز (الإنجليزية)
- برونو فيتيبالدو على موقع سبورتس رفرنس (الإنجليزية)